# Hintergrundmusik
Hintergrundmusik ist unaufdringliche Musik, die für ihre Hörer normalerweise im Hintergrund der Aufmerksamkeit bleibt. Sie sorgt als „atmosphärische Musik“ meist für eine entspannte, angenehme Stimmung und kann in einem bestimmten Darbietungsrahmen zu Tätigkeiten anregen, die nicht direkt mit dieser Musik zu tun haben. 
Hintergrundmusik wird meist in der Öffentlichkeit zugänglichen Umgebungen eingesetzt sowie als Bestandteil von Filmen und anderen audiovisuellen Produktionen. Für Hintergrundmusik in Kaufhäusern und Einkaufszentren – auch Kaufhausmusik oder Fahrstuhlmusik genannt – sowie in Aufzügen, Restaurants, Flughäfen und ähnlichen Umgebungen wird auch die englische Bezeichnung Muzak verwendet.
Bestimmte Musikgenres wie Smooth Jazz oder populäre Klassik eignen sich gut für die Verwendung als Hintergrundmusik. Oft wird Instrumentalmusik vorgezogen, weil davon ausgegangen wird, dass menschliche Stimmen und gesungene Texte die Aufmerksamkeit zu stark auf sich ziehen. Auch beim Ambient und der Lounge-Musik fehlen Gesangselemente oder gesprochene Texte. So hat zum Beispiel Brian Eno Umgebungsmusik für Flughäfen komponiert, die er von Gebrauchsmusik unterschieden wissen wollte (siehe Ambient 1: Music for Airports). Die Wirkung von Hintergrundmusik ist in der Musikpsychologie umstritten, da sie sich schwer objektivieren lässt.

## Verwendung
Der funktionale Aspekt von Hintergrundmusik besteht in der gezielten Veränderung der akustischen Verhältnisse am jeweiligen Einsatzort. Hintergrundmusik dient z. B. der Überlagerung störender Umgebungsgeräusche oder der Vermeidung einer unerwünschten, als bedrückend empfundenen Stille. Hintergrundmusik soll die Stimmung und Gefühlslage der Hörer aufhellen.
Hintergrundmusik wird entweder gezielt für einen bestimmten Einsatzzweck produziert, oder es handelt sich um Musik, die mit einer anderen Motivation komponiert wurde, aber nach entsprechender Arrangierung als Hintergrundmusik eingesetzt wird. Exemplarisch seien Für Elise von Ludwig van Beethoven und Die vier Jahreszeiten von Antonio Vivaldi genannt. Besonders kommen auch Instrumentalversionen von Popsongs zum Zuge.
Eine traditionelle Hintergrundmusik ist die Tafelmusik, die ein zwangloses Gespräch beim Essen erleichtert. In Kaufhäusern soll Hintergrundmusik auch den Konsum fördern. Zum Arbeiten, Lesen oder Lernen wird Hintergrundmusik individuell eingesetzt. Die Entscheidung darüber, was im Hintergrund der Aufmerksamkeit bleiben soll, trifft stets der Hörer. Beim Barpiano kann der frei gewählte Wechsel zwischen Nichtbeachtung der Musik und voller Aufmerksamkeit, etwa bei einer bekannten Melodie, den Reiz für das Publikum ausmachen.

## Hintergrundmusik in öffentlichen und kommerziellen Umgebungen
Allgemein bekannt ist die in der Regel unauffällige Hintergrundmusik in Kaufhäusern, Restaurants, Bars und Hotels (dort zum Beispiel in Aufzügen), in Flughäfen und einigen Bahnhöfen, in den 1950 in der Eisenbahn, in Wartebereichen von Krankenhäusern, Ämtern, Bürogebäuden, in Friseursalons und dergleichen. In Telefonwarteschleifen wird Musik derselben Art abgespielt.
Speziell für Hintergrundmusik in solchen öffentlichen und kommerziellen Umgebungen wird auch der aus dem Englischen stammende Begriff Muzak verwendet. Allgemeiner bezeichnet Muzak den für solche Zwecke üblicherweise verwendeten Musiktyp: anspruchslose, gefällige, harmlose Musik. Ursprünglich handelt es sich um einen Markennamen der US-amerikanischen Firma Muzak Holdings, die Hintergrundmusik produzierte und im Jahr 2011 von der Firma Mood Media übernommen wurde.
Hintergrundmusik im öffentlichen Raum wird von vielen Hörern entweder als angenehm wahrgenommen oder gar nicht bemerkt, von anderen wird sie wegen ihrer „Allgegenwart“ als Belästigung empfunden.

## Ästhetik
Eine ästhetische Debatte entfachte die Hintergrundmusik in den 1920er-Jahren, als manche Komponisten Gegenentwürfe zur klassischen Konzertmusik suchten, die das bürgerliche Konzept der Kunstmusik in Frage stellen sollten. Erik Satie entwarf mit seiner Musique d’ameublement eine stark repetitive Musik, die sich an Tapetenmustern orientierte. Seine Anregungen wurden in neuerer Zeit von John Cage und der Minimal Music aufgenommen. Obsessive Wiederholungen wirken allerdings oft anstrengend und eignen sich nicht unbedingt als Hintergrundmusik. Easy Listening schließt in mancher Hinsicht an die Ästhetik von Hintergrundmusik an.
Die Musique concrète seit den 1940er-Jahren, die bereits eine entwickelte Tonaufnahmetechnik voraussetzte, verwischte den Unterschied zwischen atmosphärischem Geräusch und Musik. Die modernen Möglichkeiten der Klangsynthese mit Sampling seit etwa 1990 verwischen außerdem die Grenze zwischen natürlichen und künstlichen Klängen. Diese Anregungen haben zu neuen Kunstformen wie der Klanginstallation oder dem Soundscape geführt.
Hintergrundmusik kann Räume ästhetisch gestalten, ähnlich wie die Innenarchitektur. Die Bedeutung der musikalischen Komponente in Räumen wurde im Konzept der Ambient-Möbel aufgegriffen.

## Geräte
Das Cantata 700 war ein Kassettenspieler und Format von Magnetbandmedien, das speziell für Hintergrundmusik ausgelegt wurde. Rowe Customusic war ein Endlosbandkassettenwechsler mit Magnetbandmedien vom Typ Fidelipac Größe „C“. Seeburg 1000 war ein Duplex-Wechselplattenspieler, der sowohl den Plattenstapel als auch den Plattenteller gegeneinander drehte. Mit zwei Abnehmern (oben und unten) am Tonarmen konnte er Ober- und Unterseite der freigelegten Schallplatten spielen. Ein Hubmechanismus führte die Plattenstapel wieder nach oben, um alle Platten nacheinander wiederholend abzuspielen. Andere Hersteller behalfen sich, indem sie handelsübliche Compact Cassetten dichter bespielten.

## Hintergrundmusik in audiovisuellen Produktionen
Der Ausdruck Hintergrundmusik wird auch für akustische Komponenten in audiovisuellen oder multimedialen Produktionen verwendet, die gegenüber Bildern, Sprache und Texten im Hintergrund bleiben sollen, zum Beispiel bei einem Film, einem Computerspiel, einer Präsentation oder einer Website. Auch in diesen Anwendungsbereichen soll die Hintergrundmusik eine bestimmte Atmosphäre herstellen (siehe auch Mood-Technik), ohne selbst aufzufallen. Ein Musikbett in einem Jingle etwa soll die sprachliche Information nicht beeinträchtigen, sondern unterstützen. Hintergrundmusik im Computerspiel steht im Gegensatz zu Soundeffekten, die bestimmte Ereignisse unterstreichen. Sie dient zum Beispiel der Orientierung der Hörer über einen virtuellen Schauplatz.